# フォーカスIII
『フォーカスIII』(Focus 3)は、オランダのプログレッシブ・ロック・バンド、フォーカスが1972年に発表した3作目のスタジオ・アルバム。オリジナルLPは2枚組だったが、CDは1枚にまとめられた。

## 解説

### 経緯
フォーカスが前作『ムーヴィング・ウェイヴス』の録音を1971年5月に終えた後、6月末にベーシストのシリル・ハフェルマンスはソロ活動を始める為に3か月後に脱退する意思をメンバーに告げた。彼は3か月間フォーカスのライブ活動に参加した後に脱退し、残されたタイス・ファン・レール、ヤン・アッカーマン、ピエール・ファン・デル・リンデンは新しいベーシストにベルト・ライテルを迎えて本作を制作した。

### 内容
前作に引き続いて、マイク・ヴァーノンがプロデューサーを務めた。
「ラウンド・ゴーズ・ザ・ゴシップ」の歌詞は、ウェルギリウスの叙事詩『アエネーイス』の一節から取られている。タイトルを連呼しているのは作者のファン・レールとプロデューサーのヴァーノンである。「ラヴ・リメンバード」は、1974年の初来日公演で取り上げられ、1978年には作者のアッカーマンのソロ・アルバムAranjuezでカバーされた。
「シルヴィア」はファン・レールがフォーカス結成前に作曲した楽曲が原型で、彼が歌詞の代わりにヨーデルを取り入れて改作した。
「アノニマスII」は26分に及ぶ大作で、LPレコードの収録時間の制限のため、オリジナルLPでは「パート1」と「コンクルージョン」に分断されて、それぞれC面とD面に分かれて収録されていたが、CDには一曲として収録された。デビュー・アルバム『フォーカス・プレイズ・フォーカス』に収録された「アノニマス」と同様に、冒頭に15世紀のブルゴーニュ領の楽曲'Dit Le Bourguignon'が「アノニマス」よりはるかに速くジャズ風に演奏されたあと、ファン・レール、ライテル、アッカーマン、ファン・デル・リンデンの順にソロを披露する。
「エルペス・オブ・ノッティンガム」は、当時アッカーマンが同時に制作していた2作目のソロ・アルバムProfileに収録されたリュートの独奏曲'Minstrel'に、リコーダー、シングル・ドラム・ビート、小鳥のさえずりと牛の鳴き声が加えられた作品である。
オリジナルLPにはアッカーマン作の「ハウス・オブ・ザ・キング」が収録された。この曲は、オリジナル・メンバーのファン・レール、アッカーマン、ハンス・クルフェール、マーティン・ドレスデンが、1970年にデビュー・アルバム『フォーカス・プレイズ・フォーカス』をオランダで発表した後に新作として録音した曲で、1971年1月にシングルとして発表されて、オランダのシングル・チャートで最高10位を記録した。本作にはオリジナル・メンバーによる音源が収録された。この曲は1988年にEMIから発売された再発CDでは外されたが、2001年発売の日本盤リマスターCD (VICP-61532)には収録された。

## 反響・評価
オランダでは、先行シングル「シルヴィア」がシングル・チャートで2週にわたって9位を記録。本作は1972年11月11日付のアルバム・チャートで初登場7位となり、同年12月2日に1位を獲得した。
ノルウェーでは1973年第15週と第17週のアルバム・チャートで20位を記録。全英アルバムチャートでは16週トップ100入りして最高6位を記録し、アメリカのBillboard 200では35位に達して、自身2作目の全米トップ40アルバムとなった。日本盤は1973年4月10日に発売され、オリコンLPチャートで88位を記録。
1973年には「シルヴィア」が全英シングルチャートで4位、アメリカのBillboard Hot 100で89位を記録した。
ベン・デイヴィーズはオールミュージックにおいて5点満点中4.5点を付け「『フォーカスIII』は前作と同じサウンドを引き継いでいるが、より楽しく親しみやすい音によるアプローチが取られている」「疑いなく『リボルバー』、『狂気』のようなロック界の名盤と同列に評価されるべき」と評している。

## 収録曲

### LP

#### サイド1
1. ラウンド・ゴーズ・ザ・ゴシップ - "Round Goes the Gossip..." (Thijs van Leer) - 5:16
2. ラヴ・リメンバード - "Love Remembered" (Jan Akkerman) - 2:49
3. シルヴィア - "Sylvia" (T. van Leer) - 3:32
4. カーニヴァル・フーガ - "Carnival Fugue" (T. van Leer) - 6:02

#### サイド2
1. フォーカスIII - "Focus III" (T. van Leer) - 6:07
2. アンサーズ? クエッションズ! クエッションズ? アンサーズ! - "Answers? Questions! Questions? Answers!" (Bert Ruiter, J. Akkerman) - 14:03

#### サイド3
1. アノニマスII（パート1） - "Anonymus II (Part 1)" (B. Ruiter, J. Akkerman, Pierre van der Linden, T. van Leer) - 19:28

#### サイド4
1. アノニマスII（コンクルージョン） - "Anonymus II (Conclusion)" (B. Ruiter, J. Akkerman, P. van der Linden, T. van Leer) - 7:30
2. エルペス・オブ・ノッティンガム - "Elspeth Of Notthingham" (J. Akkerman) - 3:15
3. ハウス・オブ・ザ・キング - "House of the King" (J. Akerman) - 2:23

### CD
2001年以降の日本盤リマスターCDに準拠。1988年の再発CDは「ハウス・オブ・ザ・キング」を除く8曲入りで、「エルペス・オブ・ノッティンガム」が7曲目、「アノニマスII」が8曲目に収録された。
1. ラウンド・ゴーズ・ザ・ゴシップ - "Round Goes the Gossip" - 5:13
2. ラヴ・リメンバード - "Love Remembered" - 2:48
3. シルヴィア - "Sylvia" - 3:22
4. カーニヴァル・フーガ - "Carnival Fugue" - 6:07
5. フォーカスIII - "Focus III" - 6:04
6. アンサーズ? クエッションズ! クエッションズ? アンサーズ! - "Answers? Questions! Questions? Answers!" - 13:55
7. アノニマスII - "Anonymus II" - 26:22
8. エルペス・オブ・ノッティンガム - "Elspeth of Nottingham" - 3:02
9. ハウス・オブ・ザ・キング - "House of the King" - 2:22

## カヴァー
「シルヴィア」は、ハンク・マーヴィンのアルバム『Into the Night』（1992年）、トランスアトランティックのアルバム『カレイドスコープ〜万華鏡幻想』（2014年）のボーナス・ディスクでカヴァーされた。

## パーソネル
- タイス・ファン・レール – ハモンドオルガン、ピアノ、ハープシコード、フルート、ボーカル
- ヤン・アッカーマン – ギター、リュート
- ベルト・ライテル – ベース
- ピエール・ファン・デル・リンデン – ドラムス
- マーティン・ドレスデン - ベース（"House of the King"のみ。クレジットなし）[1]
- ハンス・クルフェール - ドラムス（"House of the King"のみ。クレジットなし）[1]